# Кертен (Тексас)
Кертен (енгл. Kurten) град је у америчкој савезној држави Тексас. По попису становништва из 2010. у њему је живело 398 становника.

## Демографија
Према попису становништва из 2010. у граду је живело 398 становника.
| Група             | 2000.  | 2010.       |
| Белци             | . (.%) | 314 (78,9%) |
| Афроамериканци    | . (.%) | 9 (2,3%)    |
| Азијати           | . (.%) | 0 (0,0%)    |
| Хиспаноамериканци | . (.%) | 71 (17,8%)  |
| Укупно            | .      | 398         |